# Hinomaru d'encouragement

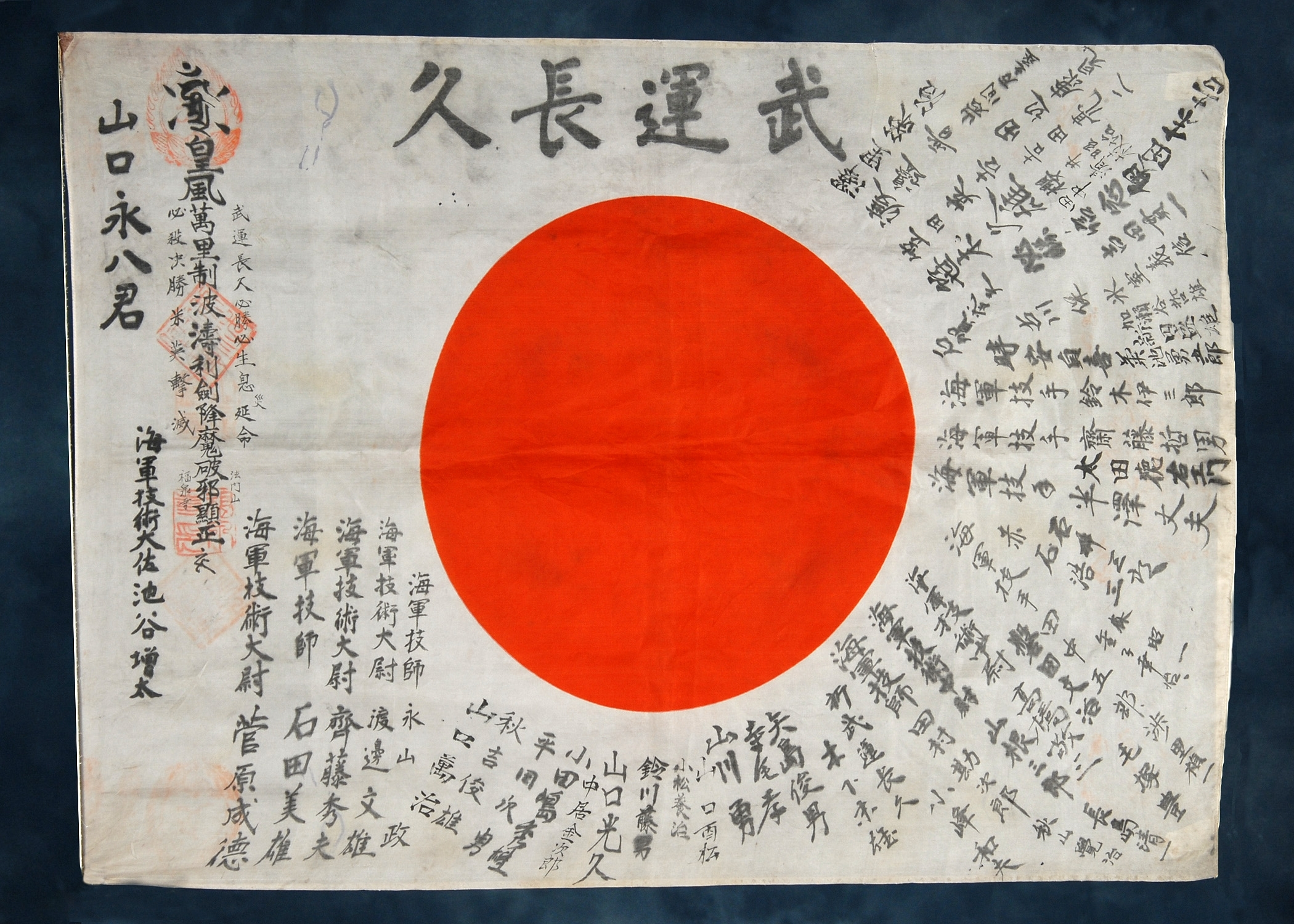
Hinomaru d'encouragement d'un soldat nommé Eihachi Yamaguchi.

Les hinomaru d'encouragement (日の丸寄せ書き, hinomaru yosegaki) sont des drapeaux japonais offerts aux militaires envoyés dans les campagnes militaires à l'époque de l'empire du Japon (1868-1945), principalement durant la Seconde Guerre mondiale. Ces drapeaux étaient signés par des amis et la famille, souvent avec de petits messages souhaitant la victoire, la sécurité et la chance.
Les Japonais appellent leur drapeau le hinomaru (« disque solaire ») en référence au rond rouge sur le fond blanc. Au moment où un hinomaru est signé, les caractères japonais sont généralement écrits à la verticale, et partent du rouge pour ressembler à des rayons du soleil. Cette façon de faire est référée par le second terme, yosegaki (« écriture latérale »). L'expression hinomaru yosegaki peut être traduite par « Écrire latéralement autour du soleil rouge », décrivant l'apparence des drapeaux signés.

## Histoire
Les hinomaru yosegaki sont traditionnellement remis aux hommes avant leur entrée dans l'armée ou avant une campagne militaire. Généralement, les proches, voisins, amis, et collègues reçoivent les drapeaux pour écrire leurs noms, des messages d'encouragement, et autres messages personnels sur le drapeau. Les messages sont écrits de façon à représenter des rayons de soleil. Néanmoins, s'il n'y plus de place, il est permis d'écrire n'importe où sur le drapeau.

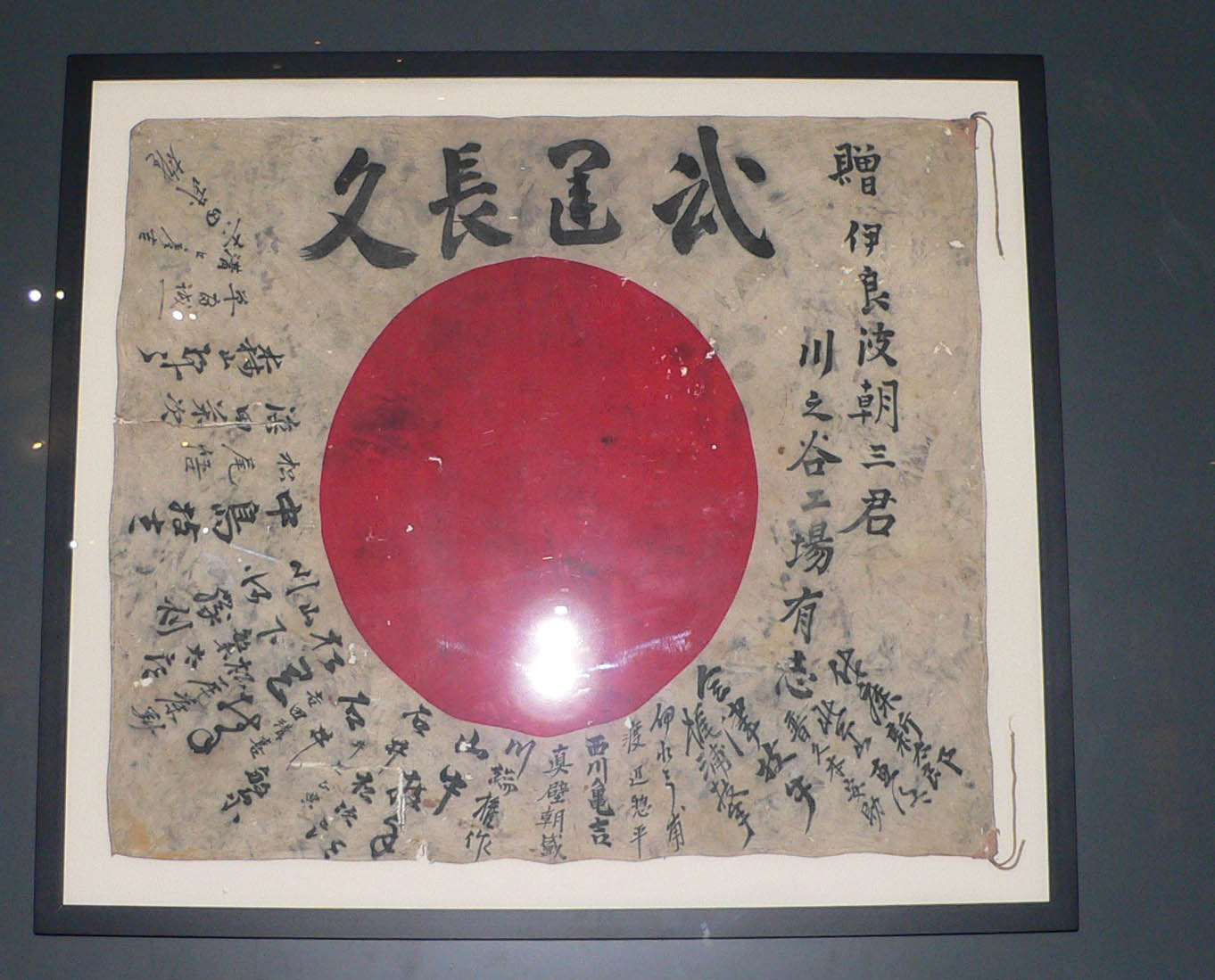
Les soldats japonais avaient souvent sur eux leur drapeau personnel, signé par des amis et des voisins, comme symbole patriotique. Ce drapeau a été capturé durant la bataille de Guam.

Normalement, l'inscription Bu un chu kyu est écrite en haut du drapeau, une expression que l'on pourrait traduite par « Puisse tes succès militaires être de longue durée ». De grands caractères sont écrits sur le côté gauche ou droit du drapeau. Alignés sur une, deux, ou trois colonnes, il s'agit du nom de l'homme qui a reçu le drapeau, et du nom de la personne ou de l'institution qui le lui a offert. Les caractères sont écrits au pinceau et à l'encre. Alors qu'il est de tradition de ne signer qu'autour du rond rouge, il existe quelques hinomaru d'encouragement où l'on a signé directement dans le rond rouge.
La date d'apparition de cette tradition d'écrire sur des drapeaux fait débat. Certaines sources indiquent que des drapeaux signés faisaient partie de l'équipement militaire, avec la « ceinture de mille-points » (senninbari), durant la première guerre sino-japonaise (1894-1895). Mais les hinomaru d'encouragement datant d'avant l'incident de Mukden (1931) sont rares. Il est généralement admis que la plupart des hinomaru yosegaki d'aujourd'hui datent de juste avant ou durant la Seconde Guerre sino-japonaise (1937-1945).
Pour les soldats envoyés loin de chez eux et de leurs êtres aimés, le hinomaru yosegaki est le symbole des espoirs communs et des prières pour leur possesseur chaque fois que le drapeau est déplié. Il est espéré que le drapeau, avec ses nombreuses signatures et messages, fournisse une force commune et le pouvoir de voir son possesseur lors des moments difficiles. En outre, c'est une manière matérielle de lui rappeler de faire son devoir. L'exécution de cette obligation signifie que le soldat n'est pas censé rentrer chez lui. Généralement, les militaires sur le départ laissent des bouts d'ongles et des mèches de cheveux derrière eux pour que leurs parents aient quelque chose d'eux en cas de funérailles. Un grand honneur est rendu à la famille de ceux dont les fils, maris, frères ou pères sont morts au service du pays et de l'empereur. La foi dans le sacrifice de soi tient une place centrale dans la culture japonaise et est particulièrement exaltée durant la Seconde Guerre mondiale. Culturellement, les Japonais pensent que chaque personne doit faire son devoir, et que le soldat, le marin, ou l'aviateur, doit offrir sa vie de son plein gré à l'empereur comme les fleurs de cerisier tombent de l'arbre devant sa beauté. Dans le code des samouraïs (bushido), cette vision du monde apparaît au XXe siècle mais existait déjà à l'époque féodale et s'est transmise aux soldats du XXe siècle, alors que la plupart descendent de familles non samouraïs.

## Récits de vétérans américains

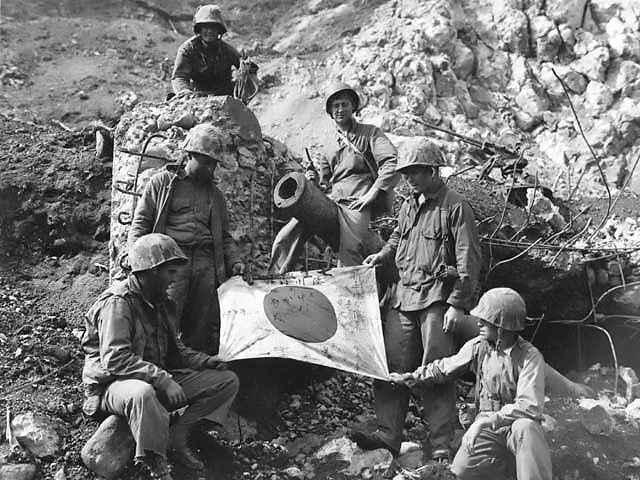
Hinomaru d'encouragement capturé par des militaires américains après la bataille d'Iwo Jima.

Dans le livre de Sidney Phillips (en), Vous allez être dé-solés (You'll Be Sor-ree), il est décrit le rôle du drapeau japonais dans la guerre du Pacifique : « Chaque Jap semble avoir un drapeau de soie personnel recouvert d'écritures et d'une sorte de grande boulette de viande au centre ». Il existe de nombreux livres qui décrivent ces souvenirs capturés par les soldats américains. Un autre exemple est le livre d'Eugene Sledge, Aux côtés de l'ancienne race (en) (With the Old Breed), « Les hommes jubilaient en comparant ou échangeant leurs prix. C'était un rituel brutal et horrible comme ceux qui se déroulaient dans les temps anciens sur les champs de bataille où les antagonistes avaient une profonde haine les uns envers les autres ». Dans un article du Monroe News de 2008, un vétéran de la Seconde Guerre mondiale parle du drapeau qu'il a ramené du théâtre du Pacifique. Il dit qu'il ne fouillait pas chaque soldat japonais qu'il tuait par manque de temps. Il a trouvé le drapeau en combattant sur l'île de Mindanao aux Philippines. Il dit que les soldats ne prenaient pas de grands souvenirs, comme des katana (épée), par peur que quelqu'un leur vole ; alors qu'un drapeau pouvait facilement être caché. Le drapeau a été renvoyé au Japon au Dr Yasuhiko Kaji qui en recherche le propriétaire et/ou sa famille.

### Efforts faits pour retourner ces drapeaux au Japon
La société OBON (anciennement appelée OBON 2015) est une organisation à but non lucratif qui se donne pour mission de retourner ces hinomaru d'encouragement à leurs familles au Japon,,. L'ambassade américaine de Tokyo a écrit une lettre à OBON 2015 en déclarant : « OBON 2015 poursuit l'esprit de réconciliation et d'amitié du président Kennedy. » En 2015, les efforts de la société OBON sont reconnus par le gouvernement japonais lorsque Rex et Keiko Ziak, les fondateurs de la société, se rendent au Japon avec un groupe de vétérans américains et rencontrent le Premier ministre Shinzō Abe. Lors du 70e anniversaire de la fin de la Seconde Guerre mondiale, le travail de la société OBON est reconnu par le ministre japonais des Affaires étrangères comme un symbole important de réconciliation, de compréhension mutuelle, et d'amitié entre les deux pays. En juin 2016, la société a retourné 63 drapeaux au Japon et plus de 150 autres seraient sur le retour. Des nouvelles indiquent que ces efforts sont vus comme un acte humanitaire envers les familles concernées
,,,,,,,,,.

## Préservation et restauration

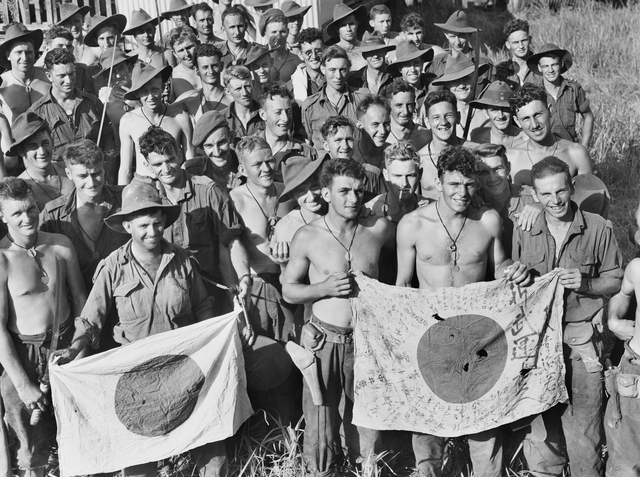
D'autres hinomaru d’encouragement capturés.

Le musée national de la Seconde guerre mondiale aux États-Unis a publié un guide de préservation avec une liste de recommandations pour ranger et conserver les objets synthétiques comme les drapeaux. Ces artefacts doivent être stockés dans des locaux sous atmosphère contrôlée, jamais dans les greniers ou les sous-sols, et doivent également être tenus à l'écart de la lumière vive, comme la lumière du soleil et les lumières fluorescentes qui émettent des rayons UV. S'ils sont exposés, les drapeaux ou tout autre artefact de textile doivent être maintenus par un support, et jamais accrochés par leur propre poids. S'ils sont stockés dans une boîte, il est nécessaire de s'assurer que le textile est aplati et sans plis. Il ne faut pas utiliser des sacs plastiques fermés, cependant, des sacs en mousseline peuvent être utilisés. Le contact humain direct peut endommager ces objets car les mains transmettent des substances huileuses, de la transpiration, ou du maquillage. Il faut porter des gants propres en nylon ou en coton lors de la manipulation de ces objets anciens,.